# Niederwölz
Niederwölz osztrák község Stájerország Muraui járásában. 2017 januárjában 595 lakosa volt.

## Elhelyezkedése

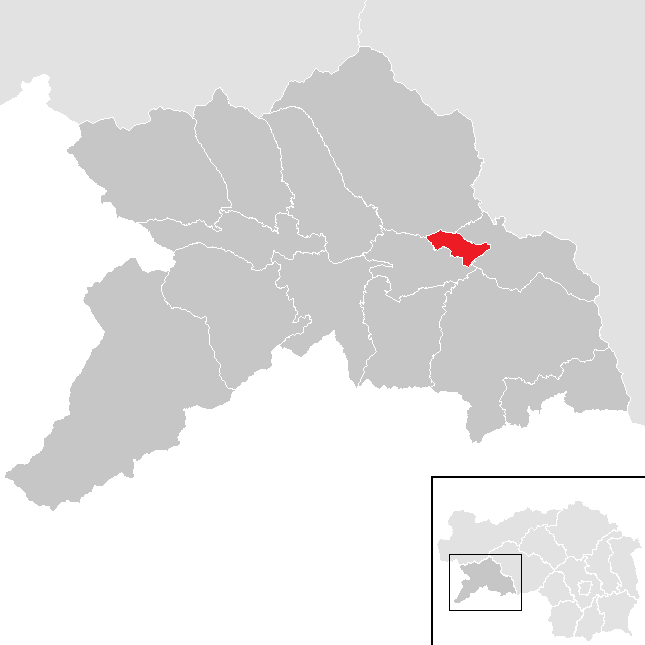
Niederwölz a Muraui járásban

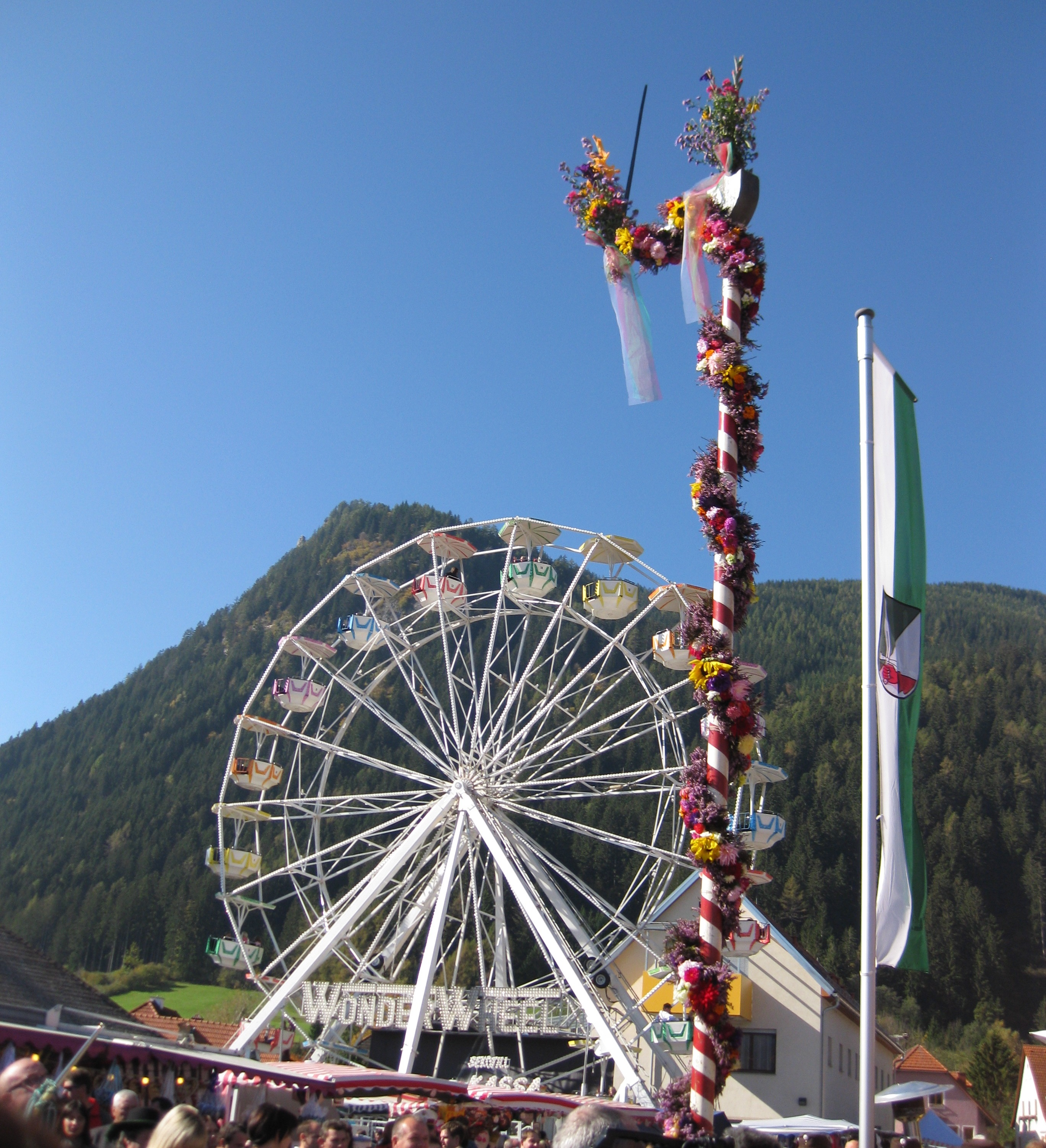
A Maxlaunmarkt

Niederwölz Felső-Stájerországban fekszik a Mura mentén, ahol annak bal oldali mellékfolyója, a Wölzer Bach belétorkollik. Itt találkozik a Wölz-völgyben haladó B75-ös és a Mura-völgyi B96-os autóút. Az önkormányzathoz egyetlen település tartozik egy katasztrális községben.
A környező önkormányzatok: keletre Scheifling, délnyugatra Teufenbach-Katsch, északnyugatra Oberwölz.

## Története
A Wölzer Bach torkolatánál fekvő kis települést elsőként 1234-ben említik az oklevelek. Plébániatemplomáról 1335-ben írnak először.
A községi tanács 1849-50-ben alakult meg, a bécsi polgári forradalmat követő közigazgatási reform során.

## Lakosság
A niederwölzi önkormányzat területén 2017 januárjában 595 fő élt. A lakosságszám 1991-ben érte el csúcspontját (654 fővel), azóta csökkenő tendenciát mutat. 2015-ben a helybeliek 96,9%-a volt osztrák állampolgár; a külföldiek közül 0,8% a régi (2004 előtti), 0,5% az új EU-tagállamokból érkezett. 2001-ben a lakosok 95,3%-a római katolikusnak, 1,9% evangélikusnak, 2,2% pedig felekezet nélkülinek vallotta magát.

## Látnivalók
- a Szt. Miksa-plébániatemplom
- a műemléki védettségű volt sekrestyéslakás
- az Anna-kápolna
- a minden év októberében tartott Maxlaunmarkt vásárának hagyománya 1536-ig nyúlik vissza. A kereskedelmi vásáron főleg mezőgazdasági eszközöket és gépeket mutatnak be. Az évi 70-80 ezer látogató szórakoztatásáról egy vidámpark gondoskodik. A vásárt az UNESCO Ausztria szellemi örökségének ismert el.

## Fordítás
- Ez a szócikk részben vagy egészben  a   Scheifling című német Wikipédia-szócikk ezen változatának fordításán alapul.  Az eredeti cikk szerkesztőit annak laptörténete sorolja fel. Ez a jelzés csupán a megfogalmazás eredetét és a szerzői jogokat jelzi, nem szolgál a cikkben szereplő információk forrásmegjelöléseként.